# 美好發展
承興國際控股有限公司，簡稱承興國際控股（英語：Camsing International Holding Limited，港交所除牌前：2662.HK），在1996年，由林志豪（主席及首席執行官）和孫明儀，於香港（總部）成立「奕達電子有限公司」。前身為「奕達國際集團有限公司」。
業務在香港和全球（包括台灣）經營生產和銷售中國印刷線路板裝配產品。
股份在2005年12月14日於港交所主板上市。招股價為2.3港元，全球發行為2.4億股，集資額為3.9億至5.46億港元。
在2014年，由於受2014年越南排華暴動影響，故此平陽省新加坡工業園的廠房停止運作。
2015年11月24日，該公司接獲CHINA BASE GROUP LIMITED以每股0.7435港元（配售720,000,000股股份）收購，總代價為535,320,000港元。
2019年7月8日，该公司顾家低開近12.9%報4元，初段「洗倉式」下跌最多約90%，低見0.46元，曾創逾四年低位，屆今早約9時57分，報0.62元，跌幅逾86%。成交逾8,880萬股，涉逾6,900萬元。因诺亚控股旗下的歌斐资产发行的产品为承兴国际控股相关公司提供供应链融资，总金额为34亿元人民币，公司实际控制人近期因涉嫌欺诈活动被中国警方刑事拘留。2022年，上海市第二中级人民法院作出一审判决，认定罗静因犯合同诈骗罪、对非国家工作人员行贿罪被判无期徒刑。

## 外部連結
- fittec.com.hk （页面存档备份，存于）